# Hancock (Nuevo Hampshire)
Hancock es un pueblo ubicado en el condado de Hillsborough en el estado estadounidense de Nuevo Hampshire. En el Censo de 2010 tenía una población de 1654 habitantes y una densidad poblacional de 20,45 personas por km².

## Geografía
Hancock se encuentra ubicado en las coordenadas 42°58′38″N 71°59′52″O / 42.97722, -71.99778. Según la Oficina del Censo de los Estados Unidos, Hancock tiene una superficie total de 80,86 km², de la cual 77,63 km² corresponden a tierra firme y (4%) 3,23 km² es agua.

## Demografía
Según el censo de 2010, había 1654 personas residiendo en Hancock. La densidad de población era de 20,45 hab./km². De los 1654 habitantes, Hancock estaba compuesto por el 97,4% blancos, el 0,36% eran afroamericanos, el 0,06% eran amerindios, el 0,79% eran asiáticos, el 0% eran isleños del Pacífico, el 0,24% eran de otras razas y el 1,15% pertenecían a dos o más razas. Del total de la población el 1,03% eran hispanos o latinos de cualquier raza.